# Izrael na letnich igrzyskach olimpijskich
Oficjalnie Izrael uczestniczy w letnich igrzyskach olimpijskich od roku 1952.
Do tej pory Izrael występował 17 razy na letnich igrzyskach olimpijskich.

## Medale dla Izraela na letnich igrzyskach olimpijskich
| IO      | Liczba zawodników | Złoto | Srebro | Brąz | Razem |
| ------- | ----------------- | ----- | ------ | ---- | ----- |
| IO 1952 | 25                | 0     | 0      | 0    | 0     |
| IO 1956 | 3                 | 0     | 0      | 0    | 0     |
| IO 1960 | 23                | 0     | 0      | 0    | 0     |
| IO 1964 | 10                | 0     | 0      | 0    | 0     |
| IO 1968 | 29                | 0     | 0      | 0    | 0     |
| IO 1972 | 14                | 0     | 0      | 0    | 0     |
| IO 1976 | 26                | 0     | 0      | 0    | 0     |
| IO 1984 | 32                | 0     | 0      | 0    | 0     |
| IO 1988 | 18                | 0     | 0      | 0    | 0     |
| IO 1992 | 30                | 0     | 1      | 1    | 2     |
| IO 1996 | 25                | 0     | 0      | 1    | 1     |
| IO 2000 | 39                | 0     | 0      | 1    | 1     |
| IO 2004 | 36                | 1     | 0      | 1    | 2     |
| IO 2008 | 43                | 0     | 0      | 1    | 1     |
| IO 2012 | 37                | 0     | 0      | 0    | 0     |
| IO 2016 | 47                | 0     | 0      | 2    | 2     |
| IO 2020 | 90                | 2     | 0      | 2    | 4     |

### Według dyscyplin
| Dyscyplina  | Złoto | Srebro | Brąz | Razem |
| ----------- | ----- | ------ | ---- | ----- |
| Gimnastyka  | 2     | 0      | 0    | 2     |
| Żeglarstwo  | 1     | 0      | 2    | 3     |
| Judo        | 0     | 1      | 5    | 6     |
| Kajakarstwo | 0     | 0      | 1    | 1     |
| Taekwondo   | 0     | 0      | 1    | 1     |
| Razem       | 3     | 1      | 9    | 13    |